# Satoshi Tomiura
Satoshi Tomiura est un acteur japonais né le 15 mai 1991.

## Filmographie

### Drama
- 2010 : Tumbling (drama)Tumbling, TBS
- 2007 : Watashitachi no Kyōkasho, Fuji TV
- 2007 : Hana yori dango 2, TBS
- 2006 : Rondo (épisode 3), TBS
- 2005 : Hana yori dango, TBS
- 2005 : Hiroshima Showa 20 nen 8 Gatsu Muika, TBS
- 2004 : 3 nen B gumi Kinpachi sensei 7, TBS

### Film
- 2009 : Nobody to Wach Over Me
- 2008 : Personne ne veille sur moi
- 2008 : Hana yori dango Final
- 2006 : Blue Songs ~ Proud Youth Collection
- 2006 : Solar Wound